# Erginoides tarsalis
Erginoides tarsalis is een hooiwagen uit de familie Cosmetidae.